# Aéroport d'Ulsan
L'aéroport d'Ulsan (code IATA : USN • code OACI : RKPU) est l'aéroport d'Ulsan, en Corée du Sud. En 2011, 587 834 passagers ont utilisé l'aéroport.

## Situation
| \| 50 km1:8 448 000 \| Cheongju Daegu Busan · Gimhae Séoul · Gimpo Gunsan Gwangju Séoul · Incheon Jeju Muan Pohang Sachéon Ulsan Wonju Yangyang Yeosu |
| 50 km1:8 448 000 |

## Statistiques
Pour des raisons techniques, il est temporairement impossible d'afficher le graphique qui aurait dû être présenté ici.

Voir la requête brute et les sources sur Wikidata.

## Compagnies aériennes et destinations
| Compagnies      | Destinations      |
| --------------- | ----------------- |
| Asiana Airlines | Séoul-Gimpo       |
| Korean Air      | Jeju, Séoul-Gimpo |